# Фрид, Дежё
Дежё Фрид (венг. Fried Dezső, также Дезидер Арминович Фрид, 11 ноября 1895 — 28 октября 1936) — венгерский революционер, словак по национальности. Участник Первой мировой войны, гражданских войн в России и Испании. Один из организаторов и руководителей красной Байкальской военной флотилии.
Родился в селе Костольна при Дунае (тогда Австро-Венгрия, в наст. время — в Словакии) в семье ремесленника.
В 18 лет присоединился к Социал-демократической партии Венгрии. Участник Первой мировой войны в составе австро-венгерской армии в звании подпоручика. В 1915 году, в ходе Первой мировой войны, был в Восточной Галиции взят в плен российскими войсками. В 1918 году вступил в РКП(б) и весной того же года отправился на съезд военнопленных-интернационалистов в Иркутск, где был избран членом исполкома Коммунистической партии военнопленных-интернационалистов Сибири. 
Помощник начальника штаба Прибайкальского фронта, командующий Байкальской военной флотилией, помощник командующего армией (май — октябрь 1918). Был схвачен японскими интервентами и заключён в концлагерь, откуда ему удалось бежать. Некоторое время жил в Австралии под фамилией Грин, работал на заводах и фабриках, читал лекции по марксизму для русских эмигрантов, участвовал в создании коммунистической организации в  городе Брисбен.
В 1920 году вернулся в Советскую Россию, заведовал агитацией среди иностранцев в Приморском обкоме партии во Владивостоке, литературно-издательском подотделе Дальбюро ЦК ВКП(б) в Чите. Был сотрудником Коминтерна. В июле 1922 года поехал в Чехословакию, где был привлечен к партийной работе в ЦК Компартии Чехословакии, также был редактором партийной газеты «Мункаш» на венгерском языке. В 1925–1928 годы — референт Организационного отдела Исполкома Коминтерна  в Москве, в 1928–1929 годы стажировался в должности командира роты при 1-м стрелковом полку Московской Пролетарской стрелковой дивизии. С 1932 года — в распоряжении разведуправления штаба РККА. Майор. 
В сентябре 1936 года был направлен на фронты уже испанской гражданской войны, погиб при обороне Мадрида.
Дочь — Светлана Дезидеровна Фрид (1932—2022). Была замужем за актером С.Любшиным.